# Kerien
Kerien is een gemeente in het Franse departement Côtes-d'Armor (regio Bretagne) en telt 218 inwoners (1999). De plaats maakt deel uit van het arrondissement Guingamp.

## Geografie
De oppervlakte van Kerien bedraagt 22,1 km², de bevolkingsdichtheid is 9,9 inwoners per km².
De onderstaande kaart toont de ligging van Kerien met de belangrijkste infrastructuur en aangrenzende gemeenten.

## Demografie
Onderstaande figuur toont het verloop van het inwonertal (bron: INSEE-tellingen).

## Geboren
- Roger Quemener (1941-2021), atleet

1. ↑  Populations de référence 2022.